# キャットクエスト
『キャットクエスト』（Cat Quest）は、シンガポールのインディーゲームスタジオThe Gentlebrosが開発し2017年8月8日に発売したアクションRPG。

## 概要
さらわれた妹を取り戻すため主人公のネコが武器と防具を身につけ、ネコたちが暮らす広大な世界「フェリンガルド」を冒険する。The Gentlebrosの公式サイトでは、本作の内容について『ゼルダの伝説』『ファイナルファンタジー』『スカイリム』から大きな影響を受けたと記載されており、ファイナルファンタジーの世界、ゼルダの伝説の戦闘・探索、スカイリムのオープンワールド、という要素を全てネコのパッケージに包んだ、と表現している。
各機種版とも日本語に対応しているが、日本のNintendo Switch版（以下、Switch版）のみ、フライハイワークスにより独自の日本語訳が行われている。
続編として、2019年に『キャットクエスト2』が発売、2024年には『キャットクエスト3』が発売予定。

## システム
フィールド
本作のフィールドは正面上方から見下ろした視点で表示され、ネコたちが居住する集落や敵が多数棲息するダンジョンなどが点在している。全て地続きで描画されており、ダンジョンに入る時を除き画面が切り替わることは無い。フィールド上では、次に進むべき目的地を指し示すアイコンが表示される。
集落にある宿屋で寝ると、体力とマナ（呪文を使う際に消費する数値）の回復と同時にデータのセーブが行われる。
クエスト
物語の進行に関係する任務「メインクエスト」と、各地に設置されているクエストボード（掲示板）で依頼される「サイドクエスト」がある。サイドクエストの中にも物語の進行上必須のものがある。多くの場合、クエストのクリア後には経験値とお金が得られるほか、場合によってはアイテムも入手できる。
装備
後述のキットが営む「キットの鍛冶屋」、ダンジョン内の宝箱、一部イベントのいずれかで武器と防具を入手でき、装備することで各種ステータス（体力、物理攻撃力、魔法攻撃力、防御力）が上下する。既に所持している武具を新たに入手した場合は、既存の武具のステータスが強化される。装備品により主人公のグラフィックが変化する。
呪文
世界各地にある7箇所の寺院で主人公がお金を支払うことで以下の7種類の呪文を覚えることができる。また、追加料金の支払いによりそれぞれ10段階まで効果が増大する。習得した呪文は最大4つまでセット可能。使用時はマナを一定量消費する。マナは敵との戦闘で物理攻撃を加えた際に回復する。
以下で名前が併記されているものは左がSwitch版以外、右がSwitch版。
- フレイムパー / ニャンフレイム - 炎で主人公の周囲を攻撃し、攻撃がヒットした敵の防御力を一時的に低下させる。追加ダメージを与える効果もある。
- ライトニャン / ライトニャング - 雷で主人公の左右方向を攻撃する。

- フリーズポー / フリーズベル - 氷で主人公の上下方向を攻撃し、攻撃がヒットした敵の動きを一定時間遅くする。
- アストロポー / ギャニャクシー - 流星を落とし主人公を中心とした×字方向を攻撃する。与えたダメージに応じて主人公の体力が回復する効果もある。
- キャットトラップ / キャットラップ - 一定時間棘の罠が現れ、上に乗った敵にダメージを与え続ける。

- ヒーリングポー / ヒーリング - 主人公の体力を一定量回復する。

- ゴロニャーク - 一時的に主人公が巨大化し物理攻撃力と魔法攻撃力が上昇する。

戦闘
武器か呪文を用いて敵と戦う。このいずれかの攻撃に弱い敵もおり、該当する手段で攻撃すると大ダメージを与えることができる。一方、敵が攻撃する直前には攻撃範囲が敵の周囲に数秒間表示され、直後に主人公が攻撃範囲内にいるとダメージを受ける。敵を倒すことで経験値とお金を得られる。なお、敵のレベルが主人公のレベルを大きく上回る場合は敵の体力ゲージ部分にドクロのマークが表示される。
ニャーゲーム
本作発売後の更新データ配信により追加されたモード。ゲームクリア後、以下の特別な条件を設定し新たにゲームを始めることができる。条件は重複設定可能で、「ゼロディメンション帰り」を除き、設定した条件数に応じた報酬がクリア後に得られる。
- ゼロディメンション帰り - レベルと装備を引き継いでプレイを開始できる。
- 永遠のLv 1 - レベルが一切上がらない。
- 裸のネコ - 武器と防具を一切装備できない。
- 9つの命 - ゲームオーバーになった後、9回までしか復活できない。
- より強い敵 - 敵が強化される。

## 主要キャラクター
主人公
黄色の体を持つネコ。名前は不明。作中では自ら言葉を発することは無い。かつて大地を荒らすドラゴンを退治したネコの一団「ドラゴンブラッド」たちの末裔とされ、後頭部にそれを示す紋章が浮かび上がっている。
スピリー
ネコの顔に尻尾がついたような姿をした水色の精霊。Switch版以外では基本的に一人称が「私」で敬語口調だが、口調が一定しない。一方、Switch版では一人称が「ボク」で語尾に「ニャ」をつけて話す。フェリンガルド南部の海岸で主人公と出会って以降、「守護精霊」（Switch版では「守護ネコ精霊」と自称）として冒険に同行する。
キット
頭に赤いバンダナを巻いた女性のネコ。Switch版ではスピリーから「姉御」と呼ばれている。鍛冶屋を営んでおり、価格が異なる2種類の宝箱に自作の武具を入れ、主人公に販売する。
ドラコス
禍々しい仮面で顔を覆った白色のネコ。物語の冒頭で船に乗っていた主人公の妹をさらい、船を魔法で破壊する。主人公の冒険の先々で現れ、自らの幻影や巨大なドラゴンを召喚し戦わせる。フェリンガルドの国王に呪いをかける悪事も働いている。

## 受賞・評価
- 2017 Intel Level Up Game Developer Contest 「Best Adventure/Role-Playing Game」「Best Art Design」賞受賞[14]
- 2nd International Mobile Gaming Awards（英語版） Southeast Asia 「Excellence in Visual Art and Design」賞受賞[15]
- 21st Annual D.I.C.E. Awards 「Mobile Game of the Year」賞ノミネート[16]